# Чизано Бергамаско
Чизано Бергамаско (итал. Cisano Bergamasco) је насеље у Италији у округу Бергамо, региону Ломбардија.
Према процени из 2011. у насељу је живело 4803 становника. Насеље се налази на надморској висини од 265 м.

## Становништво
Према резултатима пописа становништва 2011. у општини је живело 6.268 становника.
| 1936. | 1951. | 1961. | 1971. | 1981. | 1991. | 2001. | 2011. |
| ----- | ----- | ----- | ----- | ----- | ----- | ----- | ----- |
| 2.799 | 3.320 | 3.565 | 4.531 | 5.498 | 5.398 | 5.605 | 6.268 |